# Uperoleia mahonyi
Uperoleia mahonyi este o specie de broască din familia Myobatrachidae întâlnită în Australia. În martie 2021, Guvernul Australiei a declarat specia ca fiind amenințată cu dispariția.